# 章煥 (嘉靖辛丑進士)
章煥（1508年—？），字叔晦，浙江紹興府會稽縣人，民籍，明朝政治人物。

## 生平
嘉靖十六年（1537年）丁酉科浙江鄉試第十一名舉人。十七年會試第三百六名，未殿试，嘉靖二十年（1541年）中式辛丑科第二甲第八十一名進士。官按察司佥事。

## 家族
曾祖章謙；祖父章碧；父章穡，母何氏。严侍下。兄章煉。